# Henk van Spaandonck
Henk van Spaandonck (né le 25 juin 1913 à Roosendaal aux Pays-Bas et mort le 31 juillet 1982) était un joueur international de football néerlandais, qui jouait au poste d'attaquant.

## Biographie
Pendant sa carrière de club, van Spaandonck joue dans l'équipe du Neptunus Rotterdam.
Il évolue en international avec l'équipe des Pays-Bas de football et prend part à la coupe du monde 1938 en France. 